# Ranglijsten schaatsen teamsprint mannen
Dit is een overzicht van de beste landen, snelste tijden, en (inter)nationale baanrecords op de teamsprint mannen.

## Snelste landen teamsprint
In deze tabel staan alle landen vermeld waarvan een snelste nationale tijd bekend is. Voor een aantal landen is deze tijd sneller dan het nationaal record teamsprint, wat betekent dat de snelste nationale tijd niet als nationaal record erkend werd. De betreffende landen zijn voorzien van een lichtgele markering in de meest linkse kolom van de tabel.
| (Bijgewerkt t/m WB Tomaszow - 23 februari 2025) |                  |                                                            |         |            |                |
| #                                               | Landenploeg      | Schaatsers                                                 | Tijd    | Datum      | Baan           |
| 1.                                              | Verenigde Staten | Austin Kleba Cooper McLeod Zach Stoppelmoor                | 1.16,98 | 26-01-2025 | Calgary        |
| 2.                                              | Canada           | Anders Johnson Laurent Dubreuil Antoine Gélinas-Beaulieu   | 1.17,17 | 15-02-2024 | Calgary        |
| 2.                                              | Nederland        | Janno Botman Jenning de Boo Tim Prins                      | 1.17,17 | 15-02-2024 | Calgary        |
| 4.                                              | Noorwegen        | Henrik Fagerli Rukke Bjørn Magnussen Håvard H. Lorentzen   | 1.17,31 | 15-02-2024 | Calgary        |
| 5.                                              | China            | Deng Zhihan Du Haonan Ning Zhongyan                        | 1.17,32 | 15-02-2024 | Calgary        |
| 6.                                              | Polen            | Marek Kania Piotr Michalski Damian Żurek                   | 1.17,37 | 15-02-2024 | Calgary        |
| 7.                                              | Rusland          | Aleksej Jesin Michail Kazelin Artjom Koeznetsov            | 1.18,25 | 01-12-2017 | Calgary        |
| 8.                                              | Duitsland        | Moritz Klein Stefan Emele Hendrik Dombek                   | 1.18,80 | 15-02-2024 | Calgary        |
| 10.                                             | Zuid-Korea       | Kim Jun-ho Cha Min-kyu Cho Sang-hyeok                      | 1.18,82 | 26-01-2025 | Calgary        |
| 9.                                              | Japan            | Yamato Matsui Yuma Murakami Masaya Yamada                  | 1.19,59 | 13-02-2020 | Salt Lake City |
| 11.                                             | Zwitserland      | Oliver Grob Christian Oberbichler Livio Wenger             | 1.20,03 | 13-02-2020 | Salt Lake City |
| 12.                                             | Kazachstan       | Artoer Galijev Aleksandr Klenko Stanislav Palkin           | 1.20,39 | 13-02-2020 | Salt Lake City |
| 13.                                             | Italië           | Francesco Betti David Bosa Alessio Trentini                | 1.20,42 | 20-11-2022 | Heerenveen     |
| 14.                                             | Finland          | Pekka Koskela Harri Levo Mika Poutala                      | 1.21,09 | 12-11-2017 | Heerenveen     |
| 15.                                             | Wit-Rusland      | Artjom Chaban Jevgeni Hahiyeu Ihnat Halavatsjoek           | 1.21,47 | 10-01-2020 | Heerenveen     |
| 16.                                             | Spanje           | Jhoan Sebastian Guzman Bitar Daniel Milagros Nil Llop      | 1.22,09 | 23-02-2025 | Tomaszów       |
| 17.                                             | Oostenrijk       | Alexander Farthofer Ignaz Gschwentner Gabriel Odor         | 1.24,55 | 20-11-2022 | Heerenveen     |
| 18.                                             | Zweden           | David Andersson David Karlingsjö Kevin Mercanton           | 1.24,80 | 07-10-2017 | Stavanger      |
| 19.                                             | Hongarije        | Lukács Soma Botond Bejczi Bálint Bödei                     | 1.24,82 | 23-02-2025 | Tomaszów       |
| 20.                                             | Estland          | Kaspar Kaljuvee Marten Liiv Kermo Voitka                   | 1.25,33 | 28-11-2015 | Berlijn        |
| 21.                                             | Tsjechië         | Sebastien Briestansky Vojtech Hurdes Jakub Kopriva         | 1.29,40 | 27-01-2018 | Innsbruck      |
| 22.                                             | Denemarken       | Viktor Hald Thorup Mikkel K. Øritsland Stefan Due Schmidt  | 1.29,81 | 14-12-2013 | Zakopane       |
| 23.                                             | Roemenië         | Cristian-Adrian Mocanu Andrei-Roland Parnica Cristian Popa | 1.31,83 | 22-02-2015 | Warschau       |

## Snelste landen teamsprint laaglandbaan
In deze tabel staan alle landen vermeld waarvan een snelste nationale tijd gereden op een laaglandbaan bekend is. 
 Een laaglandbaan is een baan die beneden de 500 meter boven de zeespiegel ligt.
| (Bijgewerkt t/m WK Afstanden - 13 maart 2025) |                  |                                                               |         |            |            |
| #                                             | Landenploeg      | Schaatsers                                                    | Tijd    | Datum      | Baan       |
| 1.                                            | China            | Xue Zhiwen Lian Ziwen Ning Zhongyan                           | 1.18,13 | 13-03-2025 | Hamar      |
| 2.                                            | Polen            | Marek Kania Piotr Michalski Damian Żurek                      | 1.18,31 | 06-01-2024 | Heerenveen |
| 3.                                            | Nederland        | Stefan Westenbroek Jenning de Boo Tim Prins                   | 1.18,35 | 01-12-2024 | Peking     |
| 4.                                            | Verenigde Staten | Austin Kleba Cooper McLeod Zach Stoppelmoor                   | 1.18,50 | 01-12-2024 | Peking     |
| 5.                                            | Noorwegen        | Henrik Fagerli Rukke Bjørn Magnussen Håvard H. Lorentzen      | 1.18,80 | 04-02-2024 | Quebec     |
| 6.                                            | Rusland          | Pavel Koelizjnikov Roeslan Moerasjov Viktor Moesjtakov        | 1.18,92 | 10-01-2020 | Heerenveen |
| 7.                                            | Canada           | Christopher Fiola Laurent Dubreuil Alex Boisvert-Lacroix      | 1.19,26 | 02-03-2023 | Heerenveen |
| 8.                                            | Zuid-Korea       | Kim Jun-ho Cha Min-kyu Cho Sang-hyeok                         | 1.20,04 | 13-03-2025 | Hamar      |
| 9.                                            | Duitsland        | Niklas Kurzmann Hendrik Dombek Moritz Klein                   | 1.20,27 | 20-11-2022 | Heerenveen |
| 10.                                           | Italië           | Francesco Betti David Bosa Alessio Trentini                   | 1.20,42 | 20-11-2022 | Heerenveen |
| 11.                                           | Japan            | Yuma Murakami Tatsuya Shinhama Masaya Yamada                  | 1.20,84 | 13-12-2019 | Nagano     |
| 12.                                           | Finland          | Pekka Koskela Harri Levo Mika Poutala                         | 1.21,09 | 12-11-2017 | Heerenveen |
| 13.                                           | Kazachstan       | Artoer Galijev Aleksandr Klenko Roman Kretsj Stanislav Palkin | 1.21,41 | 31-01-2020 | Milwaukee  |
| 14.                                           | Zwitserland      | Oliver Grob Christian Oberbichler Livio Wenger                | 1.21,44 | 10-01-2020 | Heerenveen |
| 15.                                           | Wit-Rusland      | Artjom Chaban Jevgeni Hahiyeu Ihnat Halavatsjoek              | 1.21,47 | 10-01-2020 | Heerenveen |
| 16.                                           | Spanje           | Jhoan Sebastian Guzman Bitar Daniel Milagros Nil Llop         | 1.22,09 | 23-02-2025 | Tomaszów   |
| 17.                                           | Oostenrijk       | Alexander Farthofer Ignaz Gschwentner Gabriel Odor            | 1.24,55 | 20-11-2022 | Heerenveen |
| 18.                                           | Zweden           | David Andersson David Karlingsjö Kevin Mercanton              | 1.24,80 | 07-10-2017 | Stavanger  |
| 19.                                           | Hongarije        | Lukács Soma Botond Bejczi Bálint Bödei                        | 1.24,82 | 23-02-2025 | Tomaszów   |
| 20.                                           | Estland          | Kaspar Kaljuvee Marten Liiv Kermo Voitka                      | 1.25,33 | 28-11-2015 | Berlijn    |
| 21.                                           | Denemarken       | Mads N. Eriksen Oliver Lindenskov Philip Due Schmidt          | 1.30,24 | 28-11-2015 | Berlijn    |
| 22.                                           | Roemenië         | Cristian-Adrian Mocanu Andrei-Roland Parnica Cristian Popa    | 1.31,83 | 22-02-2015 | Warschau   |

## Snelste tijden teamsprint
| (Bijgewerkt t/m WK Afstanden - 13 maart 2025) |                       |                                                          |         |            |                |
| #                                             | Landenploeg           | Schaatsers                                               | Tijd    | Datum      | Baan           |
| 1.                                            | Verenigde Staten      | Austin Kleba Cooper McLeod Zach Stoppelmoor              | 1.16,98 | 26-01-2025 | Calgary        |
| 2.                                            | Canada                | Anders Johnson Laurent Dubreuil Antoine Gélinas-Beaulieu | 1.17,17 | 15-02-2024 | Calgary        |
| 2.                                            | Nederland             | Janno Botman Jenning de Boo Tim Prins                    | 1.17,17 | 15-02-2024 | Calgary        |
| 4.                                            | Canada (#2)           | Laurent Dubreuil Vincent De Haître Gilmore Junio         | 1.17,31 | 01-12-2017 | Calgary        |
| 4.                                            | Noorwegen             | Henrik Fagerli Rukke Bjørn Magnussen Håvard H. Lorentzen | 1.17,31 | 15-02-2024 | Calgary        |
| 6.                                            | China                 | Deng Zhihan Du Haonan Ning Zhongyan                      | 1.17,32 | 15-02-2024 | Calgary        |
| 7.                                            | Polen                 | Marek Kania Piotr Michalski Damian Żurek                 | 1.17,37 | 15-02-2024 | Calgary        |
| 8.                                            | Verenigde Staten (#2) | Austin Kleba Cooper McLeod Zach Stoppelmoor              | 1.17,40 | 15-02-2024 | Calgary        |
| 9.                                            | Nederland (#2)        | Stefan Westenbroek Jenning de Boo Tim Prins              | 1.17,54 | 26-01-2025 | Calgary        |
| 10.                                           | Polen (#2)            | Marek Kania Piotr Michalski Damian Żurek                 | 1.17,58 | 26-01-2025 | Calgary        |
| 11.                                           | Canada (#3, #4)       | William Dutton Vincent De Haître Alexandre St-Jean       | 1.17,75 | 22-11-2015 | Salt Lake City |
| 11.                                           | Canada (#3, #4)       | Laurent Dubreuil Anders Johnson Connor Howe              | 1.17,75 | 26-01-2025 | Calgary        |
| 13.                                           | China (#2)            | Xue Zhiwen Lian Ziwen Ning Zhongyan                      | 1.18,13 | 13-03-2025 | Hamar          |
| 14.                                           | Nederland (#3)        | Thomas Krol Dai Dai Ntab Kai Verbij                      | 1.18,18 | 13-02-2020 | Salt Lake City |
| 15.                                           | Rusland               | Aleksej Jesin Michail Kazelin Artjom Koeznetsov          | 1.18,25 | 01-12-2017 | Calgary        |
| 16.                                           | Polen (#3)            | Marek Kania Piotr Michalski Damian Żurek                 | 1.18,31 | 06-01-2024 | Heerenveen     |
| 17.                                           | Nederland (#4)        | Stefan Westenbroek Jenning de Boo Tim Prins              | 1.18,35 | 01-12-2024 | Peking         |
| 18.                                           | Nederland (#5)        | Janno Botman Jenning de Boo Tim Prins                    | 1.18,42 | 13-03-2025 | Hamar          |
| 19.                                           | Verenigde Staten (#3) | Austin Kleba Cooper McLeod Zach Stoppelmoor              | 1.18,50 | 01-12-2024 | Peking         |
| 20.                                           | Nederland (#6)        | Ronald Mulder Pim Schipper Kai Verbij                    | 1.18,53 | 01-12-2017 | Calgary        |
| 20.                                           | China (#3)            | Gao Tingyu Ning Zhongyan Wang Shiwei                     | 1.18,53 | 13-02-2020 | Salt Lake City |
| 22.                                           | Canada (#5)           | Anders Johnson Laurent Dubreuil Antoine Gélinas-Beaulieu | 1.18,54 | 19-01-2024 | Salt Lake City |
| 23.                                           | Noorwegen (#2)        | Håvard H. Lorentzen Bjørn Magnussen Henrik Fagerli Rukke | 1.18,57 | 01-12-2017 | Calgary        |
| 24.                                           | China (#4)            | Liu Bin Lian Ziwen Ning Zhongyan                         | 1.18,61 | 01-12-2024 | Peking         |
| 25.                                           | Polen (#4)            | Marek Kania Piotr Michalski Damian Żurek                 | 1.18,71 | 04-02-2024 | Quebec         |

## Snelste tijden teamsprint laaglandbaan
| (Bijgewerkt t/m WK Afstanden - 13 maart 2025) |                       |                                                             |         |            |            |
| #                                             | Landenploeg           | Schaatsers                                                  | Tijd    | Datum      | Baan       |
| 1.                                            | China                 | Xue Zhiwen Lian Ziwen Ning Zhongyan                         | 1.18,13 | 13-03-2025 | Hamar      |
| 2.                                            | Polen                 | Marek Kania Piotr Michalski Damian Żurek                    | 1.18,31 | 06-01-2024 | Heerenveen |
| 3.                                            | Nederland             | Stefan Westenbroek Jenning de Boo Tim Prins                 | 1.18,35 | 01-12-2024 | Peking     |
| 4.                                            | Nederland (#2)        | Janno Botman Jenning de Boo Tim Prins                       | 1.18,42 | 13-03-2025 | Hamar      |
| 5.                                            | Verenigde Staten      | Austin Kleba Cooper McLeod Zach Stoppelmoor                 | 1.18,50 | 01-12-2024 | Peking     |
| 6.                                            | China (#2)            | Liu Bin Lian Ziwen Ning Zhongyan                            | 1.18,61 | 01-12-2024 | Peking     |
| 7.                                            | Polen (#2)            | Marek Kania Piotr Michalski Damian Żurek                    | 1.18,71 | 04-02-2024 | Quebec     |
| 8.                                            | Noorwegen             | Henrik Fagerli Rukke Bjørn Magnussen Håvard H. Lorentzen    | 1.18,80 | 04-02-2024 | Quebec     |
| 9.                                            | Noorwegen (#2)        | Pål Kristensen Bjørn Magnussen Håvard H. Lorentzen          | 1.18,81 | 06-01-2024 | Heerenveen |
| 9.                                            | Verenigde Staten (#2) | Austin Kleba Cooper McLeod Zach Stoppelmoor                 | 1.18,81 | 04-02-2024 | Quebec     |
| 11.                                           | Rusland               | Pavel Koelizjnikov Roeslan Moerasjov Viktor Moesjtakov      | 1.18,92 | 10-01-2020 | Heerenveen |
| 12.                                           | Verenigde Staten (#3) | Austin Kleba Cooper McLeod Zach Stoppelmoor                 | 1.19,23 | 13-03-2025 | Hamar      |
| 13.                                           | Canada                | Christopher Fiola Laurent Dubreuil Antoine Gélinas-Beaulieu | 1.19,26 | 02-03-2023 | Heerenveen |
| 14.                                           | Verenigde Staten (#4) | Conor McDermott-Mostowy Cooper McLeod Zach Stoppelmoor      | 1.19,27 | 23-02-2025 | Tomaszów   |
| 15.                                           | Noorwegen (#3)        | Pål Kristensen Bjørn Magnussen Håvard H. Lorentzen          | 1.19,30 | 03-12-2023 | Stavanger  |
| 16.                                           | Noorwegen (#4)        | Henrik Fagerli Rukke Bjørn Magnussen Didrik Eng Strand      | 1.19,32 | 13-03-2025 | Hamar      |
| 17.                                           | Rusland (#2)          | Denis Joeskov Pavel Koelizjnikov Roeslan Moerasjov          | 1.19,38 | 07-01-2018 | Kolomna    |
| 18.                                           | Canada (#2)           | Christopher Fiola Anders Johnson Yankun Zhao                | 1.19,42 | 01-12-2024 | Peking     |
| 19.                                           | Verenigde Staten (#5) | Austin Kleba Cooper McLeod Zach Stoppelmoor                 | 1.19,49 | 03-12-2023 | Stavanger  |
| 20.                                           | Canada (#3)           | Alex Boisvert-Lacroix Vincent De Haître Gilmore Junio       | 1.19,52 | 19-11-2017 | Stavanger  |
| 21.                                           | Canada (#4)           | Anders Johnson Laurent Dubreuil Antoine Gélinas-Beaulieu    | 1.19,53 | 17-02-2023 | Tomaszów   |
| 22.                                           | Canada (#5)           | Laurent Dubreuil Vincent De Haître Alexandre St-Jean        | 1.19,55 | 12-11-2017 | Heerenveen |
| 22.                                           | China (#3)            | Yang Tao Lian Ziwen Ning Zhongyan                           | 1.19,55 | 20-11-2022 | Heerenveen |
| 24.                                           | China (#4)            | Liu Ze Du Haonan Deng Zhihan                                | 1.19,64 | 04-02-2024 | Quebec     |
| 25.                                           | Nederland (#3)        | Merijn Scheperkamp Hein Otterspeer Wesly Dijs               | 1.19,67 | 02-03-2023 | Heerenveen |

## Baanrecords

### Snelste ijsbanen ter wereld
| (Bijgewerkt t/m WK Afstanden - 13 maart 2025)                     |         |            |                  |                                                          |
| Baan                                                              | Tijd    | Datum      | Landenploeg      | Schaatsers in landenploeg                                |
| Calgary                                                           | 1.16,98 | 26-01-2025 | Verenigde Staten | Austin Kleba Cooper McLeod Zach Stoppelmoor              |
| Salt Lake City                                                    | 1.17,75 | 22-11-2015 | Canada           | William Dutton Vincent De Haître Alexandre St-Jean       |
| Hamar                                                             | 1.18,13 | 13-03-2025 | China            | Xue Zhiwen Lian Ziwen Ning Zhongyan                      |
| Heerenveen                                                        | 1.18,31 | 06-01-2024 | Polen            | Marek Kania Piotr Michalski Damian Zurek                 |
| Peking                                                            | 1.18,35 | 01-12-2024 | Nederland        | Stefan Westenbroek Jenning de Boo Tim Prins              |
| Quebec                                                            | 1.18,71 | 04-02-2024 | Polen            | Marek Kania Piotr Michalski Damian Zurek                 |
| Inzell (binnen)                                                   | 1.19,05 | 07-02-2019 | Nederland        | Ronald Mulder Kjeld Nuis Kai Verbij                      |
| Tomaszów                                                          | 1.19,27 | 23-02-2025 | Verenigde Staten | Conor McDermott-Mostowy Cooper McLeod Zach Stoppelmoor   |
| Stavanger                                                         | 1.19,30 | 03-12-2023 | Noorwegen        | Pål Kristensen Bjørn Magnussen Håvard H. Lorentzen       |
| Kolomna                                                           | 1.19,38 | 07-01-2018 | Rusland          | Denis Joeskov Pavel Koelizjnikov Roeslan Moerasjov       |
| Obihiro                                                           | 1.19,78 | 18-11-2018 | Nederland        | Michel Mulder Kjeld Nuis Kai Verbij                      |
| Nur-Sultan                                                        | 1.19,95 | 06-12-2019 | Nederland        | Thomas Krol Ronald Mulder Kai Verbij                     |
| Nagano                                                            | 1.20,13 | 13-12-2019 | Rusland          | Pavel Koelizjnikov Roeslan Moerasjov Viktor Moesjtakov   |
| Minsk                                                             | 1.20,89 | 18-03-2018 | Noorwegen        | Håvard H. Lorentzen Bjørn Magnussen Henrik Fagerli Rukke |
| Milwaukee                                                         | 1.21,08 | 31-01-2020 | Zuid-Korea       | Cha Min-kyu Kim Jin-su Kim Jun-ho                        |
| Moskou                                                            | 1.21,30 | 01-03-2019 | Rusland          | Michail Kazelin Aleksandr Podolski Roeslan Rafikov       |
| Enschede                                                          | 1.23,43 | 23-11-2019 | Japan            | Katsuhiro Kuratsubo Wataru Morishige Taiyo Nonomura      |
| Collalbo                                                          | 1.23,53 | 21-01-2017 | Italië           | Andrea Stefani Alessio Trentini Luca Zanghellini         |
| Tomakomai                                                         | 1.23,54 | 25-11-2018 | Rusland          | Aleksej Jesin Artjom Koeznetsov Roeslan Moerasjov        |
| Tsjeljabinsk                                                      | 1.24,08 | 01-02-2020 | Rusland          | Daniil Aldosjkin Ivan Tarasov Dmitri Zykin               |
| Hachinohe                                                         | 1.24,47 | 11-01-2021 | Japan            | Motoki Abe Fuuta Kiriki Kiyotaka Tokiyasu                |
| Erfurt                                                            | 1.25,11 | 18-11-2018 | Duitsland        | Jeremias Marx Noel Müller Michael Roth                   |
| Berlijn                                                           | 1.25,11 | 03-02-2019 | Duitsland        | Niklas Kurzmann Lukas Mann Tom Rudolph                   |
| Baselga                                                           | 1.25,13 | 17-02-2019 | Nederland        | Janno Botman Mika van Essen Merijn Scheperkamp           |
| Op de overige snelle ijsbanen is (nog) geen baanrecord neergezet. |         |            |                  |                                                          |

### Snelste ijsbanen van Nederland
| (Bijgewerkt t/m 13 februari 2020)                       |         |            |             |                                                        |
| Baan                                                    | Tijd    | Datum      | Landenploeg | Schaatsers in landenploeg                              |
| Heerenveen                                              | 1.18,92 | 10-01-2020 | Rusland     | Pavel Koelizjnikov Roeslan Moerasjov Viktor Moesjtakov |
| Enschede                                                | 1.23,43 | 23-11-2019 | Japan       | Katsuhiro Kuratsubo Wataru Morishige Taiyo Nonomura    |
| Op de overige banen is (nog) geen baanrecord neergezet. |         |            |             |                                                        |

## Nationale records
In de volgende tabel zijn de nationale records teamsprint vermeld. Voor een aantal landen is er ooit een snellere tijd gereden door een team uit dat land. Voor die landen staat de team-samenstelling bij het nationale record hieronder vermeld. Voor de overige landen is de team-samenstelling te vinden in de ranglijst Snelste landen teamsprint elders op deze pagina.
| Land                                                                        | Tijd    | Baan           | Datum      |
| --------------------------------------------------------------------------- | ------- | -------------- | ---------- |
| Canada                                                                      | 1.17,17 | Calgary        | 15-02-2024 |
| Nederland                                                                   | 1.17,17 | Calgary        | 15-02-2024 |
| Noorwegen                                                                   | 1.17,31 | Calgary        | 15-02-2024 |
| China                                                                       | 1.17,32 | Calgary        | 15-02-2024 |
| Polen                                                                       | 1.17,37 | Calgary        | 15-02-2024 |
| Verenigde Staten                                                            | 1.17,40 | Calgary        | 15-02-2024 |
| Rusland                                                                     | 1.18,25 | Calgary        | 01-12-2017 |
| Duitsland                                                                   | 1.18,80 | Calgary        | 15-02-2024 |
| Japan                                                                       | 1.19,59 | Salt Lake City | 13-02-2020 |
| Zuid-Korea                                                                  | 1.19,61 | Calgary        | 15-02-2024 |
| Zwitserland                                                                 | 1.20,03 | Salt Lake City | 13-02-2020 |
| Kazachstan                                                                  | 1.20,39 | Salt Lake City | 13-02-2020 |
| Italië                                                                      | 1.20,42 | Heerenveen     | 20-11-2022 |
| Finland                                                                     | 1.21,09 | Heerenveen     | 12-11-2017 |
| Wit-Rusland                                                                 | 1.21,47 | Heerenveen     | 10-01-2020 |
| Oostenrijk                                                                  | 1.24,55 | Heerenveen     | 20-11-2022 |
| Hongarije                                                                   | 1.27,61 | Nur-Sultan     | 06-12-2019 |
| Zweden Adam Axelsson Wilhelm Ekensskär David Karlingsjö                     | 1.28,60 | Tomaszów       | 24-11-2018 |
| Estland Kaspar Kaljuvee Joonas Valge Kermo Voitka                           | 1.29,00 | Minsk          | 26-11-2016 |
| Tsjechië                                                                    | 1.29,40 | Innsbruck      | 27-01-2018 |
| Roemenië Adrian Octavian Fierar Nicolae Razvan Militaru Gabriel Eduard Nitu | 1.33,07 | Enschede       | 23-11-2019 |